# Valery Havard
Valery Havard (Compiègne, 18 de febrero de 1846 - océano Atlántico, 6 de noviembre de 1927) fue un naturalista, oficial de carrera del ejército, médico, autor, y botánico francoestadounidense. Aunque ocupó muchos puestos notables durante su carrera militar, muy conocido por su servicio en la frontera occidental de los Estados Unidos y en Cuba. Muchas plantas de Texas llevan el nombre de Havard, incluyendo el bluebonnet Chisos (Lupinus havardii) roble Havard (Quercus havardii) y onagra de Havard (Oenothera havardii).

## Biografía
Nació en Compiègne, Francia. Tras graduarse del Instituto de Beauvais, estudió medicina en París antes de migrar a EE. UU. Ingresó al Manhattan College y al Dto. médico de la Universidad de Nueva York, en Nueva York, graduándose en ambos en 1869. Posteriormente fue médico generalista en el Hospital de Niños, y profesor de francés, química y botánica en Manhattan College.

### Puestos fronterizos
En 1871, fue nombrado en calidad de ayudante de cirujano en el ejército y fue oficial comisionado y cirujano asistente en el cuerpo médico tres años después. Durante seis meses en 1877, se desempeñó con el 7.º de caballería de Montana en la búsqueda de hostiles sioux y nez percé. En 1880, se unió al 1.º de Infantería y luego participó en la apertura de caminos en el Valle del río Pecos en el oeste de Texas. En el verano de 1881, acompañó a una expedición de exploración en el noroeste de Texas, encabezado por el capitán William R. Livermore, Cuerpo de Ingenieros. Desde las estaciones de Fort Duncan y San Antonio, fue de nuevo con la exploración de partes al mando del capitán de Livermore a la parte superior del valle del Río Grande durante los veranos de 1883 y 1884. Mientras que en al servicio de frontera se interesó por la botánica económica y estudió las plantas alimenticias y de bebidas de los indios, mexicanos, y de los primeros colonos.
De 1884 a 1898, ocupó varios puestos, incluyendo el servicio en Nueva York (Fort Schuyler, Fort Wadsworth, y la estación de reclutamiento en Isla Davids), Dakota del Norte (Fort Lincoln y Fort Buford) y Wyoming (Fort DA Russell).

## Obra
Sus primeros artículos fueron de botánica e higiene militar, continuaron con los informes sobre observaciones de las guerras hispano-americano y ruso-japonesas.
Durante su estancia en Fort Lincoln en 1889, Havard publicó un  "Manual of Drill for the Hospital Corps" ("Manual de Taladro para el Cuerpo de hospital"). Folletos sobre "La transmisión de la fiebre amarilla" (1902) y "El Venéreas Peril" (1903) se han publicado en las publicaciones del gobierno. Durante su último servicio en Washington, publicó su "Manual de Higiene Militar" (1909), con ediciones segunda y tercera (1914 y 1917) preparados en Fairfield. Al momento de la publicación de este era el mejor trabajo sobre higiene militar en este país.
El artículo de Havard "The French Half-breeds of the Northwest", se publicó en el "Informe Anual de la Institución Smithsonian  '(1879). Publicó una serie de artículos sobre la flora de Montana, Dakota del Norte, Texas y Colorado, incluyendo "Botanical Outlines" en  Informe del Jefe de Ingenieros, Parte III  (1878), e "Informe sobre la Flora de occidental y del Sur de Texas "en  Memorias del Museo Nacional de los Estados Unidos  (1885). Havard de "Notas sobre árboles de Cuba" se publicó en  The Plant Word, IV  (1901).

## Premios y reconocimientos
- 1901: premio Enno Sander otorgado por la Asociación de Cirujanos Militares, por un ensayo sobre "The Most Practicable Organization for the Medical Department of the United States Army in Active Service" ("La Organización Practicable más para el Departamento Médico del Ejército de los Estados Unidos en servicio activo").

### Eponimia
Género
- (Mimosaceae) Havardia Small[5]

Especies
- (Agavaceae) Agave havardiana Trel.[6]
- (Asteraceae) Machaeranthera havardii (Waterf.) Shinners[7]
- (Onagraceae) Hartmannia havardii (S.Watson) Rose[8]
- (Polemoniaceae) Dayia havardii (A.Gray) J.M.Porter[9]
- (Rosaceae) Prunus havardii (W.Wight) Mason[10]
- (Viscaceae) Phoradendron havardianum Trel.[11]